# Blanche d'Antigny
Blanche d'Antigny (Martizay, Indre, 9 de maig de 1840 - París, 30 de juny de 1874) va ser una cantant, actriu i cortesana francesa la fama de la qual avui es basa principalment en el fet que va ser la model principal per a la protagonista de la novel·la Nana (1880), d'Émile Zola.

## Vida
Blanche d'Antigny va néixer com a Marie Ernestine Antigny. El seu pare, Jean Antigny, era el sagristà d'una església local i la seva mare, Eulalie Florine Guillemain, filla d'una familia de pagesos. Aviat quedà òrfena de pare i entrà a treballar com a cambrera a casa de la Marquesa de Gallifet, gràcies a la qual va ingressar en un internat religiós. Quan aquesta va morir, Blanche d'Antigny es va posar a treballar com a venedora en una boutique de moda, on conegué l'alta costura incipient.

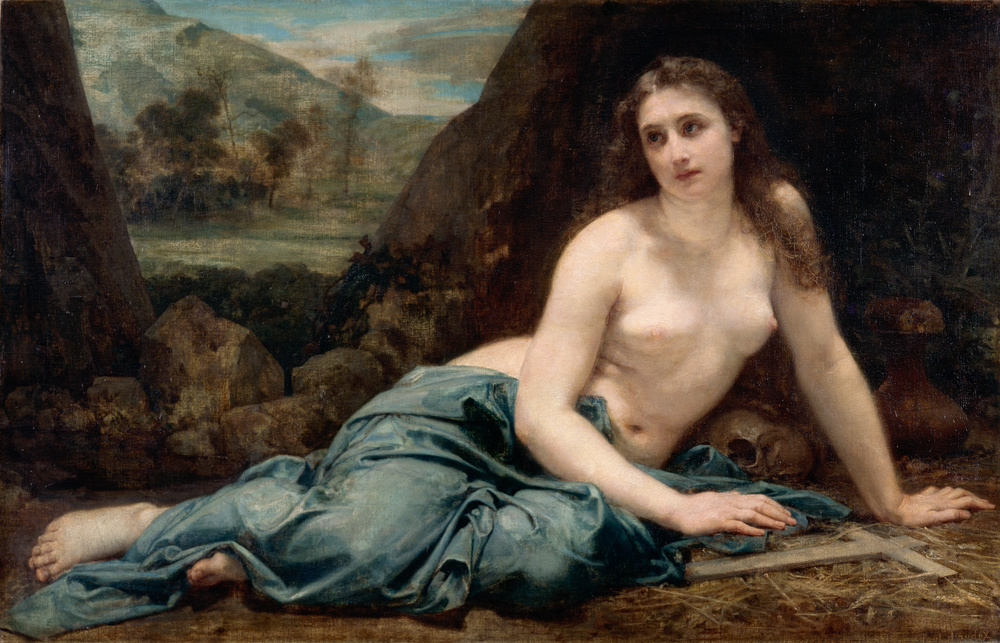
La Madeleine penitent (1858) de Paul Baudry

Als 14 anys va marxar a Bucarest amb un amant a qui després abandonaria. En retornar a París, va treballar al circ i en diverses sales, com el Bal Mabille. El ball la va portar al món del teatre i a la moda i esdevingué la model favorita de grans boutiques de roba, joies i perfums. També va posar per a Paul Baudry com a model de La Madeleine penitent, un quadre que es troba al Museu des Beaux-Arts de Nantes.
Es va convertir en la parella del cap de policia rus Mesentzov, que la va portar a Sant Petersburg fins que es va veure obligada a abandonar Rússia per ordre especial de la tsarina.Quan es va posar al cap convertir-se en una estrella a l'escenari d'opereta, va passar més o menys com Zola descriuria més tard a la novel·la Nana: va tenir un èxit immediat a l'escenari i va atreure molts amants rics. A partir de 1866 va actuar al Théâtre du Palais-Royal i al dels Folies-Dramatiques, on l'autor dramàtic Hervé la va presentar en els papers de Frédégonde, a Chilpéric (1868), i de Marguerite, a la seva obra mestra titulada Le petit Faust (1869), una paròdia tant de l'obra de Goethe com de l'òpera de Gounod. Entre 1870 i 1873 Blanche d'Antigny va interpretar els papers principals en molts dels èxits d'Hervé, Offenbach i els seus deixebles (Le tour du chien vert, L'œil crevé, La Vie parisienne, La Cocotte aux œufs d'or, etc.). Els seus amants la van inundar de regals i van gastar-hi enormes sumes de diners, però ella no va voler aferrar-se a res d'això.

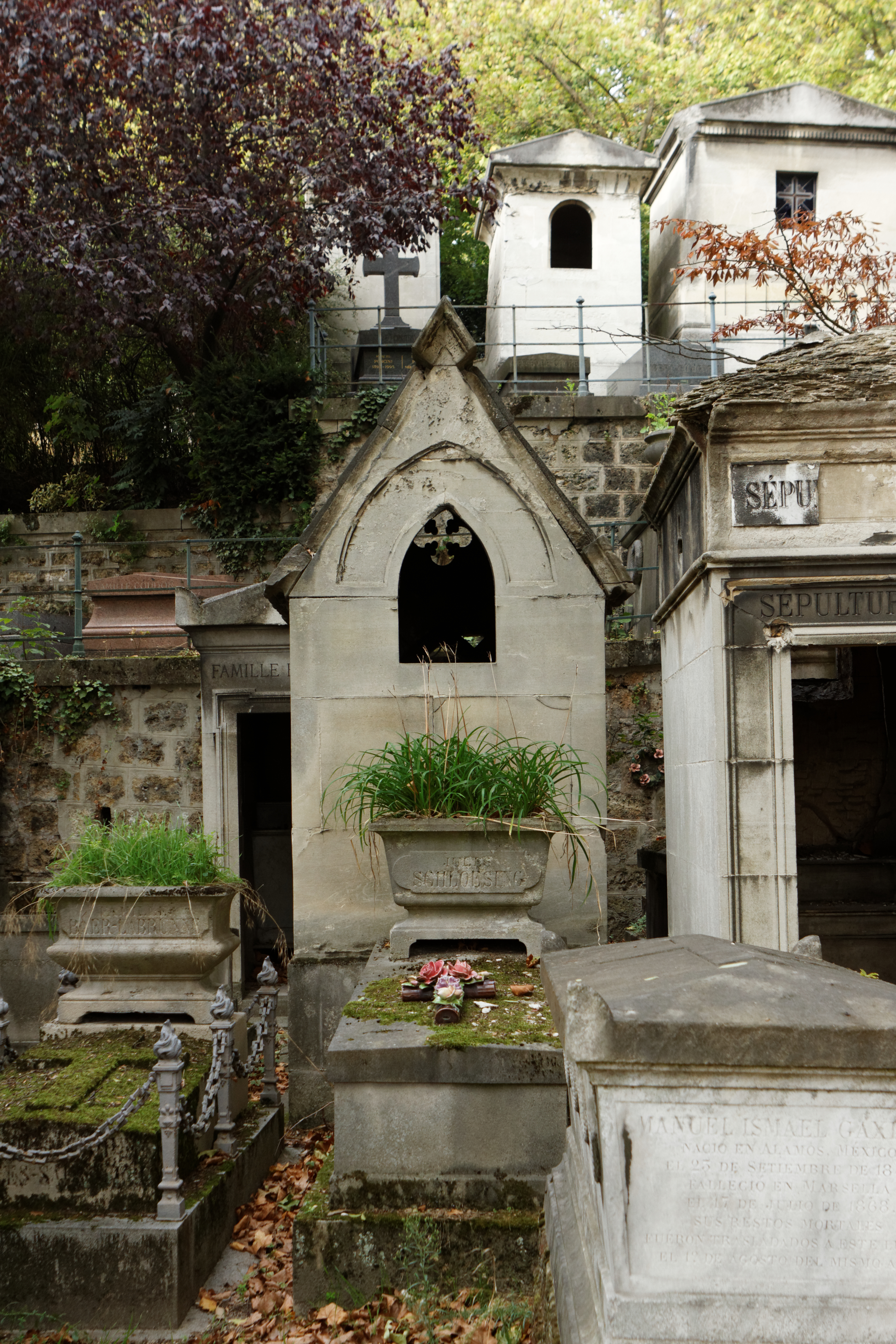
La tomba de Blanche d'Antigny

Després de l'escàndol provocat per la ruïna econòmica d'un dels seus amants, va pensar que era millor marxar de París un temps. Va anar a Egipte, on va aparèixer en un escenari del Caire i va tenir un romanç amb el kediv Ismaïl Paixà. En va tornar infectada de febre tifoide i va morir, quan tot just tenia trenta-quatre anys. Blanche d'Antigny va ser enterrada al cementiri del Père Lachaise, a París.
L'aurèola com a diva i femme fatale que la va acompanyar en vida va quedar en la memòria, i va permetre que Émile Zola la prengués com a referent per convertir-la en la protagonista de Nana, una cocotte frívola –contraposada a les «exemplars» i «honorables» mares de família–, que és víctima dels seus orígens i de la depravació moral.